# Корабът с алените платна
Книгата „Корабът с алените платна“ е повест-приказка, написана в периода 1916—1922 година от руския писател Александър Грин.
В нея се разказва за едно момиче на име Асол, чиято майка умира, докато то е още бебе. Отглежда го баща му. Той прави играчки на Асол, които след това продава, за да издържа семейството. Когато е 7-8 годишна, Асол среща в гората странник-старик, който ѝ казва, че когато порасне, за нея ще дойде принц с кораб с алени платна...
Книгата е направена на филм и мюзикъл.